# Aqüeducte de les Cinc Sénies
L'Aqüeducte de les Cinc Sénies és una obra dins de l'espai agrari periurbà Cinc Sénies de Mataró (Maresme) protegida com a bé cultural d'interès local.

## Descripció
És una construcció civil situada al camí de les Cinc Sénies, l'antic camí Llavaneres, i que tenia com a finalitat allargar l'aigua d'una mina existent en aquest espai agrícola de Mataró situat a llevant del terme municipal i portar-la a la resta de terres cultivables d'aquest paratge.
El conjunt està format per una senzilla construcció que aixopluga la caseta de la mina, una canalització de paredat de tram rectilini, lleugerament aixecada sobre el terreny que acull la canonada principal, un sifó que travessa el Camí de les Cinc Sénies i l'aqüeducte pròpiament dit de distribució de l'aigua.
L'aqüeducte és una estructura aixecada sobre arcades de maó massís col·locat a sardinell i de paredat, que a la seva part superior suporta la conducció d'aigua, inicialment a l'aire lliure i avui aconduïda per un tub de PVC.
A l'entrada de cada sénia es troba un registre i una conducció menor de derivació amb arcades que porta l'aigua a un safareig. Al costat de cada safareig se situen les capelletes d'advocació dedicades cadascuna d'elles a un Sant o Mare de Déu que donava nom a cada horta.
Aquest aqüeducte transcorre en paral·lel al Camí de les Cinc Sénies al llarg d'un tram d'aproximadament 380 metres i porta l'aigua a cinc hortes, "Les Cinc Sénies" que donen nom a aquest territori.
Encara en ús, actualment es conserva el tram existent entre la 2a i la 4a sénia.
Donat que la topografia d'aquesta zona agrícola forma terrasses, en alguns llocs d'aquest tram, l'aqüeducte amb els seus arcs carpanells, exerceix de mur de contenció de les terres del camí respecte a les feixes.

## Història
L'origen de l'aigua és la mina de can Noè (mina vella) també anomenada posteriorment mina de can Boter i mina de les Cinc Sénies. Aquesta mina té el seu naixement en el paratge dels Vidals del terme municipal de Mataró i aportava unes 10 o 12 plomes d'aigua, és a dir, entre 20.000 i 26.400 litres/dia. (La ploma és una mesura tradicional del cabal d'aigua. La ploma de Barcelona equival aprox. a 2.200 litres/dia i la de Mataró a 7.405 litres/dia)
Al segle xvii aquesta aigua servia per a una única i extensa propietat a nom de Concepció Viladevall, anomenada popularment com a "Doña Concha".
L'any 1775, Francesc Boter i Torres apareix com a propietari d'aquests terrenys situats a l'antic camí de Llavaneres, al Pla de les Vinyes i Torrent Forcat i realitza les obres per allargar la mina i portar l'aigua mitjançant una canonada sobre arcades, per tal d'augmentar la capacitat de regatge d'aquestes terres.
L'any següent, hi havia aixecades un total de 81 arcades per a la conducció de l'aigua a aquestes hortes que es converteixen en un fèrtil paratge de conreu de regadiu conegut durant molts anys per les Hortes d'en Boter i avui com les Cinc Sénies.
En un plànol aixecat el 1885 s'hi observen els noms de les cinc cases inicials, d'oest a est: Can Patalé (avui Can Llobet), can Vinyals (avui Can Pauleta), can Rovira (avui can Camps), can Roca (can Sidro Patalé) i can Roca o can Miró (avui can Pruna). Cada casa estava dedicada a una santa advocació, en el mateix ordre: La Puríssima, el Sagrat Cor, Santa Eulàlia, Sant Francesc i Sant Domingo.